# WrestleMania 22
 (juillet 2017).
Si vous disposez d'ouvrages ou d'articles de référence ou si vous connaissez des sites web de qualité traitant du thème abordé ici, merci de compléter l'article en donnant les références utiles à sa vérifiabilité et en les liant à la section « Notes et références ».
La 22e édition de WrestleMania est une manifestation de catch (lutte professionnelle) télédiffusée et visible uniquement en paiement à la séance. L'événement, produit par la World Wrestling Entertainment, a eu lieu le 2 avril 2007 au Allstate Arena de la ville de Chicago dans l'Illinois. John Cena, Triple H, Kurt Angle, Randy Orton, Rey Mysterio, Vince McMahon, Shawn Michaels, Mick Foley, Edge et Lita, Mark Henry et The Undertaker sont les vedettes de l'affiche officielle.
L'événement était le troisième WrestleMania dans la métropole de Chicago (après WrestleMania 2 et Wrestlemania 13). L'affluence record du Ford Field a été battu lors de l'évènement avec 80 103 spectateurs, WrestleMania 22 a également marqué la dernière WrestleMania à se tenir dans une arène traditionnelle, toutes les éditions suivantes auront lieu dans un stade (à l’exclusion de WrestleMania 36).
L'événement a mis en vedette des lutteurs des divisions Raw et SmackDown, créées en 2002 lors de la séparation du personnel de la WWE en deux promotions distinctes.
Onze matches, dont cinq mettant en jeu les titres de la fédération, ont été programmés. Chacun d'entre eux est déterminé par des storylines rédigées par les scénaristes de la WWE ; soit par des rivalités survenues avant le pay-per-view, soit par des matchs de qualification en cas de rencontre pour un championnat
Le match principal ou main-event de la soirée est un match simple pour le championnat de la WWE opposant le champion John Cena à Triple H. La rencontre pour le championnat du monde Poids-Lourds de la WWE opposant le champion Kurt Angle à Randy Orton et Rey Mysterio. Un Casket match opposant The Undertaker, invaincu à WrestleMania depuis l’édition 1991, à Mark Henry, qui va essayer de mettre fin à sa série d’invincibilité. Un No Holds Barred match entre Shawn Michaels et Vince McMahon. Enfin, un match Hardcore opposant Mick Foley, dit "The Hardcore Legend", à Edge.
17 155[réf. nécessaire] personnes de 16 pays différent[réf. nécessaire] ont réservé leur place pour assister au spectacle, tandis que 975 000[réf. nécessaire] personne dans plus de 90 pays dans le monde[réf. nécessaire] ont suivi les rencontres en paiement à la séance, ou pay-per-view.

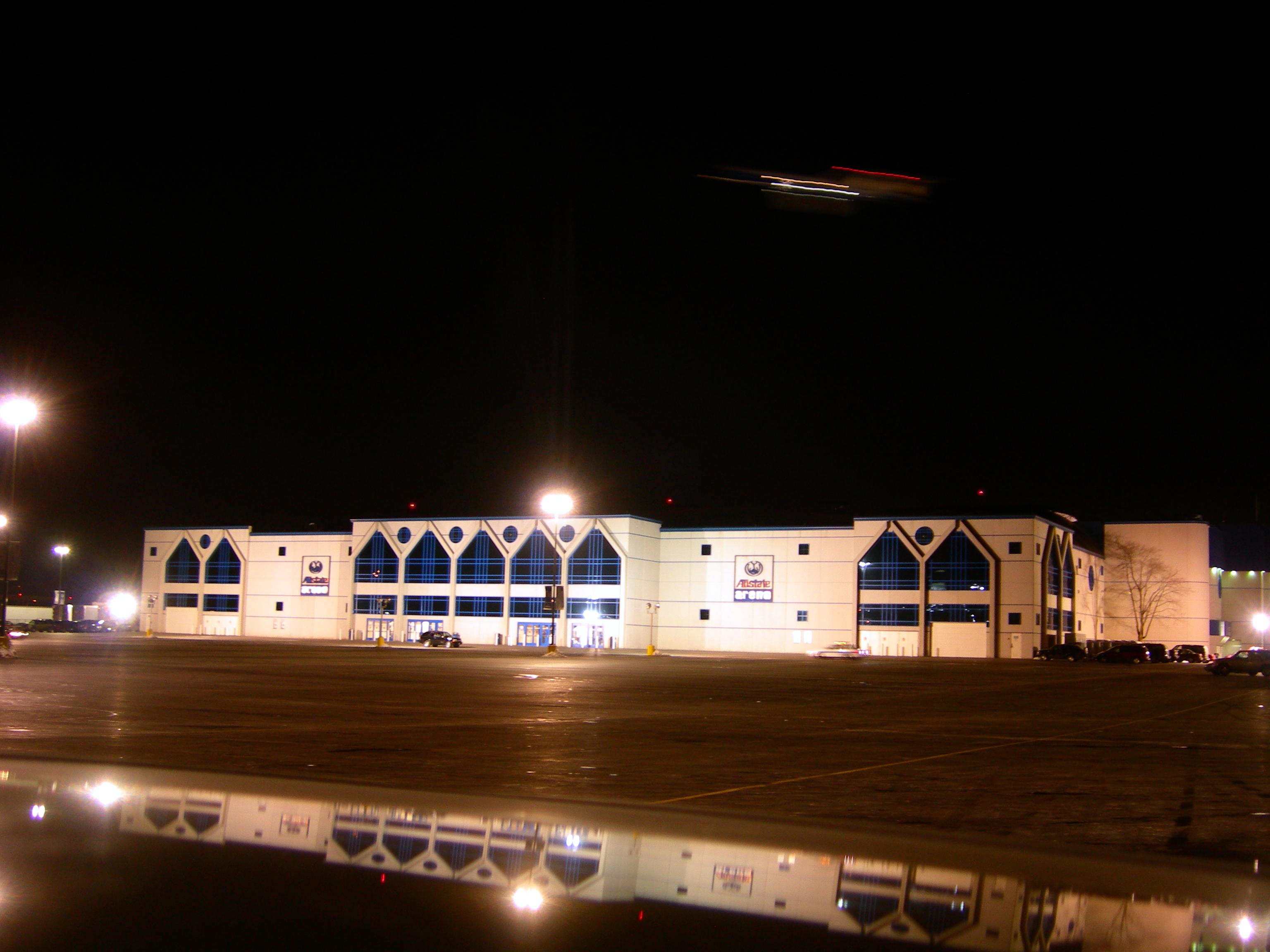
La Allstate Arena de Chicago où WrestleMania 22 s'est déroulé.

## Production
Lors de la conférence de presse de WrestleMania 21, la WWE a annoncé que la 22e édition de WrestleMania se déroulera à la Allstate Arena à Chicago.

### Hall of Fame
Comme chaque année à WrestleMania, la World Wrestling Entertainment a honoré au sein de son temple de la renommée ou Hall of Fame des personnes ayant contribué à la fédération ou au catch en général. Neuf personnes ont été intronisées en 2006, dont une équipe (la première à recevoir cette distinction) et une femme (la deuxième à recevoir cette distinction). Neuf d'entre eux étaient des catcheurs, le dernier était un commentateur.
"Mean" Gene Okerlund, "Sensational" Sherri, Tony Atlas, Verne Gagne, William "The Refrigerator" Perry et The Blackjacks. Le septième membre Bret Hart, n'était pas présent, tandis que le huitième introduit Eddie Guerrero était représenté par sa femme Vickie Guerrero et son neveu Chavo Guerrero, Jr. et Rey Mysterio.

## Contexte
Les spectacles de la World Wrestling Entertainment en paiement à la séance sont constitués de matchs aux résultats prédéterminés par les scénaristes de la WWE. Ces rencontres sont justifiées par des storylines  — une rivalité avec un catcheur, la plupart du temps — ou par des qualifications survenues dans les émissions de la WWE telles que Raw, SmackDown et ECW. Tous les catcheurs possèdent un gimmick, c'est-à-dire qu'ils incarnent un personnage gentil ou méchant, qui évolue au fil des rencontres. Un pay-per-view comme WrestleMania est donc un événement tournant pour les différentes storylines en cours.

### John Cena vs Triple H
Lors du Raw du 6 février, Vince McMahon annonce qu'un tournoi "Road to WrestleMania 22" va avoir lieu pour désigner le prochain adversaire de John Cena pour le WWE Championsip à WrestleMania. La finale de ce tournoi était un Triple Threat match entre Rob Van Dam, Big Show et Triple H que ce dernier remporte. Les semaines suivantes, les deux lutteurs se cherchent mutuellement en intervenant chacun dans les match de son adversaire.

### Kurt Angle vs Randy Orton vs Rey Mysterio
Lors du Royal Rumble Rey Mysterio remporte le Royal Rumble match en éliminant en dernier Randy Orton et affrontera le World Heavyweight Champion. Furieux Randy lance des commentaires déplacé envers Rey Mysterio. Lors du Smackdown 6 février Randy Orton lance un défi à Rey Mysterio a No Way Out avec en enjeu le match de championnat à WrestleMania 22. Rey accepte et perd le match de façon controversé (Lors du tombé final, Randy Orton s'est aidé des cordes). Lors du Smackdown 24 février, le GM de Smackdown Theodore Long accorde à Rey Mysterio un Triple Threat match pour le titre poids lourd détenu par Kurt Angle.

### Shawn Michaels vs Vince McMahon
Lors du Raw du 26 décembre Vince McMahon fait une promotion sur le DVD de Bret Hart et particulièrement le Montréal Screwjob. Shawn Michaels arrive sur le ring et demande de tourner la page sur cet événement. Vince se sentant offensé déclarait qu'il pouvait également rouler Shawn. Tout le début de l'année 2006 Vince McMahon s'acharnait sur Shawn Michaels, en intervenant lors de ces matchs. Lors du Royal Rumble Shane McMahon qui ne participe pas au Royal Rumble élimine Shawn Michaels. Ensuite Vince McMahon avec l'aide de la Spirit Squad attaque ou place Shawn Michaels dans des matchs handicap comme un 4 on 1 tornado steel cage match. Lors du RAW du 6 mars Vince McMahon annonce à Shawn Michaels qu'il affrontera à WrestleMania dans un No Holds Barred Match.

### Undertaker vs Mark Henry
Lors du Smackdown du 3 mars l'Undertaker affrontait Kurt Angle mais Mark Henry intervient et l'attaque en lui portant un Splash à travers la table des commentateurs. La raison de cette attaque est que Mark Henry concurrençait avec le Phenom pour affronter Kurt Angle. Lors du Smackdown du 10 mars après le Main event, l'Undertaker annonce à Mark Henry qu'il l'affrontera à WrestleMania dans un Casket match.

### Edge vs Mick Foley
Lors du RAW du 13 février, Mick Foley est l'arbitre spécial du match de championnat entre Edge et John Cena que ce dernier remporta. Après le match Edge et Lita s'en prennent à Mick Foley. Lors du Raw du 20 février, Edge challenga Mick Foley dans un match pour WrestleMania. Lors du Raw du 27 février, Mick Foley refuse le match sauf si le match est un Hardcore match qu'Edge accepte le 6 mars après lui avoir porté un Spear suivi d'un One-man Conchairto.

### Money In The Bank Ladder Match
Lors du RAW du 20 février Carlito annonce qu'un Money In The Bank Ladder Match aura lieu avec des matchs de qualifications pour RAW et Smackdown.
Du côté RAW, Rob Van Dam bat Trevor Murdoch, Shelton Benjamin bat Chavo Guerrero et Ric Flair bat Carlito. Du côté Smackdown, Finlay bat Bobby Lashley, Matt Hardy bat Road Warrior Animal et Bobby Lashley remporte une bataille royale.

### Chris Benoit vs JBL
Lors du Smackdown du 24 février Chris Benoit blessa la main de JBL lors d'un match par équipe. Lors de son retour au Smackdown du 10 mars il annonce qu'il se vengera de Chris Benoit en lui prenant le titre des États Unis lors de WrestleMania.

### Trish Stratus vs Mickie James
Depuis ses débuts Mickie James est fan de Trish Stratus et serait même amoureuse de cette dernière, cependant Trish Stratus la repousse sans cesse .Lors du Saturday Night's Main Event du 13 mars après sa victoire avec Trish Stratus contre Victoria et Candice Michelle, Mickie James attaque Trish Stratus et la challenge pour un match WrestleMania pour le Women's Championship.

### Kane et Big Show vs Carlito et Chris Masters
Depuis le début de l'année 2006, Carlito et Chris Masters complotait, bien que Carlito élimine Chris Masters à New Year's Revolution et au Royal Rumble et tentent de remporter les titres par équipes détenu par Kane et le Big Show en vain. Après avoir aidé Vince McMahon à attaquer Shawn Michaels, le Chairman le remercie en lui offrant un match de Championnat par équipe avec Carlito à WrestleMania.

### Torrie Wilson vs Candice Michelle
La rivalité commence lorsque Candice Michelle annonce qu'elle sera sur la couverture d'un magazine et que ce sera la meilleure couverture en fixant Torrie Wilson (qui a été également sur la couverture de ce même magazine). Peu à peu leur rivalité grandissait jusqu'au moment où Candice blesse Torrie Wilson. Lors du RAW du 20 mars la WWE annonce que Torrie Wilson affrontera Candice Michelle dans un Pillow Fight match.

### Booker T et Quenn Sharmel vs Boogeyman
Lors d'un match retour pour le titre des États-Unis face à Chris Benoit, The Boogeyman le distrait et permet à Chris Benoit de remporter le match. Au fil des semaines The Boogeyman fait peur à Booker T et à sa femme Quenn Sharmel. Lors du Smackdown du 24 mars Booker T signe un contrat pour un handicap match entre The Boogeyman et lui et un partenaire mystère. Theodore Long annonce que son partenaire est Quenn Sharmel.

## Résultats
| #                                                          | Résultats | Stipulations                                                         | Commentaires | Durée |
| ---------------------------------------------------------- | --- | -------------------------------------------------------------------- | --- | ----- |
| Free for All match                                         | Viscera bat Eugene, Goldust, Snitsky, Tyson Tomko, Rob Conway, Lance Cade, Trevor Murdoch, Matt Striker de RAW et Super Crazy, Psicosis, Funaki, Steven Richards, Johnny Nitro, Joey Mercury, The Road Warrior, William Regal, Simon Dean de SmackDown! | Bataille Royale Interpromotionnelle à 18.                            | - Viscera a éliminé Snitsky en dernier pour l'emporter. | 06:09 |
| 1                                                          | Kane et Big Show (c) battent Carlito et Chris Masters | World Tag Team Championship                                          | - Kane a effectué le tombé sur Carlito après un chokeslam. | 06:42 |
| 2                                                          | Rob Van Dam bat Shelton Benjamin, Ric Flair, Finlay, Matt Hardy et Bobby Lashley | Money in the Bank ladder match                                       | - Rob Van Dam l'a emporté en décrochant la mallette. | 12:14 |
| 3                                                          | John "Bradshaw" Layfield (avec Jillian Hall) bat Chris Benoit (c) | WWE United States Championship                                       | - Layfield a effectué le tombé sur Benoit après avoir renversé un Crippler Crossface, s'être renversé sur le dos pour faire le tombé en s'aidant des cordes. | 09:48 |
| 4                                                          | Edge (avec Lita) bat Mick Foley | match Hardcore                                                       | - Edge a effectué le tombé sur Foley après un spear à travers les cordes et une table enflammée à l'extérieur du ring. | 14:36 |
| 5                                                          | The Boogeyman bat Booker T et Sharmell | match Handicap                                                       | - Boogeyman a effectué le tombé sur Booker après un Falling Chokebomb. | 03:43 |
| 6                                                          | Mickie James bat Trish Stratus (c) | WWE Women's Championship                                             | - James a effectué le tombé sur Stratus après un Mick Kick. - Ce fut le dernier WrestleMania de Stratus avant son retour en 2011 | 08:48 |
| 7                                                          | The Undertaker bat Mark Henry | Casket match                                                         | - Undertaker a placé Henry dans le cercueil après lui avoir porté le Tombstone Piledriver. - Ce match amenait la série de l'invincibilité de l'Undertaker à 14-0. | 09:28 |
| 8                                                          | Shawn Michaels bat Vince McMahon | No Holds Barred match                                                | - Michaels a effectué le tombé sur McMahon après le Sweet Chin Music. - Pendant le match, le Spirit Squad et Shane McMahon sont tous les deux intervenus en faveur de McMahon. - Shane a été menotté pour voir le match se finir et s'est aussi fait frapper au kendo stick. - Au cours du match Shawn Michaels a mis M. McMahon sur une table avec une poubelle sur la tête avant d'effectuer sa célébrissime descente du coude du haut d'une échelle | 18:20 |
| 9                                                          | Rey Mysterio bat Randy Orton et Kurt Angle (c) | Triple Threat match pour remporter le World Heavyweight Championship | - Mysterio a effectué le tombé sur Orton après un 619 et un Springboard hurricanrana. - P.O.D. a chanté en live le thème musical de Rey Mysterio. Durant le match Kurt Angle a fait abandonner Randy Orton et Rey Mysterio mais l'arbitre n'a pas vu. | 11:28 |
| 10                                                         | Torrie Wilson bat Candice Michelle | Playboy Pillow fight                                                 | - Wilson a effectué le tombé sur Michelle avec un roll-up. | 03:54 |
| 11                                                         | John Cena (c) bat Triple H | WWE Championship                                                     | - Cena a fait abandonner Triple H sur le STFU. - Triple H venait sur un trône à l'entrée déguisé en un Roi dans le style Conan le Barbare. - Cena venait avec une mitrailette accompagné d'un groupe de "gangsters" (dont CM Punk) des années 1940. | 22:02 |
| (c) désigne le champion défendant son titre dans le match. | |                                                                      | |       |